# Оргия Праведников
«О́ргия Пра́ведников» — российская рок-группа, появившаяся в начале 1999 года, когда объединились гитарист Сергей Калугин и московская арт-рок-группа «ARTель». Своеобразный звук группы определяется оригинальным сочетанием акустической (флейта и акустическая гитара) и электрической (ударные, электрогитара и бас-гитара) секций.

## История

### «ARTель»
Группа «ARTель» была организована в ноябре 1996 года студентами МАДИ. Состав группы тогда выглядел так: Юрий Русланов (вокал, флейта), Артемий Бондаренко (бас-гитара) и Андрей Новгородов (барабаны). Позже к ним присоединились Алексей Бурков (гитара) и Алексей «Страус» Орочко (классическая акустическая гитара). Первый серьёзный концерт состоялся уже в феврале 1997 года, после чего группа начала активно выступать в различных московских клубах. Стиль музыки можно было охарактеризовать как «арт-рок, близкий по звучанию к Jethro Tull из-за характерного сочетания жёсткого электрического саунда и флейты».
В мае 1997 года группа стала лауреатом фестиваля «Московская студенческая весна» и её рекомендуют к участию в фестивале «Российская студенческая весна» (после первого тура «ARTель» осталась единственной группой, прошедшей отбор, и жюри из-за отсутствия конкурса вообще сняло номинацию «музыкальная группа»). По возвращении в Москву группа продолжила концертировать в клубах.
В ноябре 1997 года из-за организационных разногласий группу покидает барабанщик Андрей Новгородов. Вынужденно изменив стиль музыки, «ARTель» создала новую программу, названную «Безударные гласные».
В мае 1998 года, выступив с программой «Безударные гласные» на очередной «Российской студенческой весне» в Екатеринбурге, «ARTель» стала лауреатом в номинации «За эстетизм», а флейтист Юрий Русланов был награждён как лучший инструменталист. В это же время в группу приходит новый барабанщик — Александр Ветхов. В посвящённой группе статье журнала «Р-Клуб» об этом периоде сказано следующее: «Общий саунд становится более жёстким и „тяжелеет“; песни и композиции, которые ранее можно было без труда назвать art-rock, теперь следует скорее отнести к progressive-metal».
В ноябре 1998 года «ARTель» неожиданно покинул гитарист и вокалист Алексей Орочко. Группа создала новую (инструментальную) программу под названием «Музыка без слов».
22 января 1999 года группа «ARTель» приняла участие в заключительном концерте фестиваля «С новым роком! Новые имена в „Горбушке“» (ДК имени Горбунова). Почётными гостями фестиваля были Валерий Скородед (лидер «Монгол Шуудана»), Сергей Галанин со своей группой «СерьГа», вокалист Николай Арутюнов и гитарист Дмитрий Четвергов (представившие новый музыкальный проект «Четверг Арутюнова»). Из более чем сотни первоначально заявленных на участие в фестивале молодых групп для концерта в «Горбушке» были отобраны шесть: «ARTель», «Белый шум», «Каземат», «Los paranoies», «Оркестр 100» и «Стена».
В феврале 1999 года поэт и гитарист Сергей Калугин предложил группе идею совместного творчества.
В марте 1999 года группу временно (на один год) покинул барабанщик Александр Ветхов; ему на смену пришёл Борис Коваленко. Таким образом, на тот момент в группе играли Юрий Русланов (вокал, флейта), Алексей Бурков (гитара), Артемий Бондаренко (бас-гитара), Борис Коваленко (барабаны).
12 мая 1999 года тандем Сергей Калугин & «Артель» принял участие в первом фестивале нового музыкального движения «Рок-Держава» в ДК имени Горбунова, совместно с группами «Sprint» (Болгария), «Заповедник», «Оберманекен», «Миссия: Антициклон» (Магадан), «СерьГа» и «Крематорий».
Окончательно утвердившись в правильности принятого решения о союзе с Сергеем Калугиным, группа сменила название на «Оргия Праведников».

### «Оргия Праведников»

#### Название группы
По словам самих музыкантов, название группы они получили в записке из зала, когда на одном из ранних концертов спросили у публики, как, по их мнению, должна называться группа.
С точки зрения символизма, Сергей Калугин трактует название так:

Оно [название группы] соответствует духу того, что мы делаем. Мы любим объединять крайне противоречивые вещи и вещи, которые, казалось бы, вместе жить не должны. Тем не менее, они живут, они ярко играют друг с другом. Таким образом, противоречие, которое заключено в названии отражается и в нашем творчестве. Более того, поскольку само название глубоко секретное, противоречие, которое в нём заключено — оно кажущееся. «Оргия» (если переводить его дословно с греческого языка) означает тайное богослужение, то есть противоречие существует только в сознании людей. И если говорить о сути этих двух слов «Оргия Праведников» — в нём нет никакого противоречия, как и в том, что мы делаем. Казалось бы, мы соединяем вещи противоречивые — русский городской романс и трэш-метал и так далее, но если смотреть глубже, то противоречия нет. Именно поэтому они так интересно сливаются друг с другом.— Сергей Калугин, интервью для портала MyZoneTV (07.11.11)

#### Ранние годы (1999—2005)

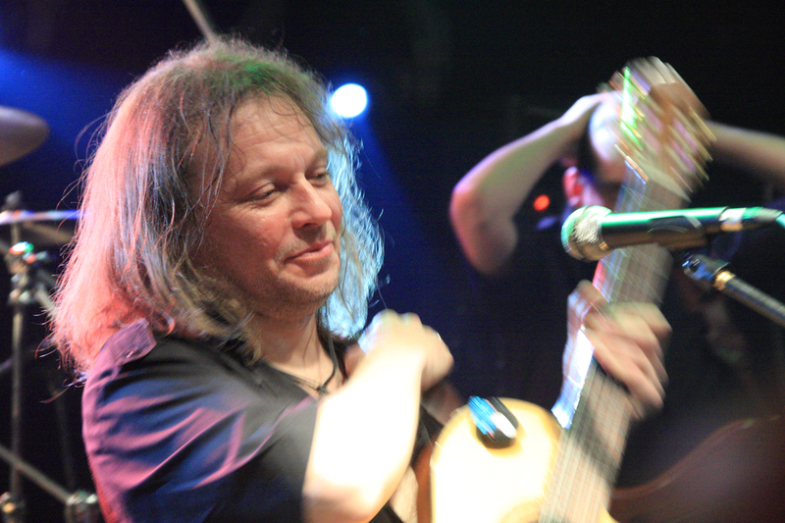
Сергей Калугин

После окончательного развала своей предыдущей группы «Дикая охота» Сергей Калугин предпринял попытку собрать новую команду, для чего, по рекомендации знакомых, обратился к флейтисту Юрию Русланову. «ARТель» в те времена переживала не лучшие дни, а после коротких переговоров выяснилось, что «ARТель», делавшая ставку на сочетание арпеджио акустики с тяжёлым звуком, практически является воплощением детской мечты Калугина. Однако до её осуществления новообразованной группе предстояло преодолеть ещё немало трудностей — начиная от того, что получивший не эстрадное, а классическое музыкальное образование Калугин мог в течение песни обогнать музыкантов на несколько тактов и не заметить этого, и заканчивая банальным отсутствием хорошего оборудования. В результате популярность нового проекта сильно проигрывала не только сольным выступлениям Сергея Калугина, но и «ARТели»: так, на один из концертов в московском «Р-клубе» пришло всего восемь человек. Много позже гитарист группы Алексей Бурков сказал о том периоде: 
Если бы мы на первом концерте вышли и грянули, как «Раммштайн», ни у кого не возникло бы непонимания. А мы вместо этого вышли и пёрнули, как стадо придурков. Неудивительно, что все разбежались. Никто не обязан был в этом хаосе расслышать наши действительно интересные композиторские и духовные находки. Много удивительнее то, что всё-таки нашлись люди, их расслышавшие.
Тем не менее, почти сразу же после образования группа записала первый сингл («Оргия Праведников»), а спустя ещё небольшое (менее года) время — альбом («Оглашенные, изыдите!»), и постепенно начала набирать популярность. Первый альбом многим (в том числе — качеством записи и сведения) напоминает хард-рок 1970-х годов.
Группа несколько лет с переменным успехом вела концертную деятельность, а в 2003 году записала второй сингл («Последний воин мёртвой земли»), в отличие от первого содержащий всего одну песню. Сингл был неоднозначно принят критиками, однако простым слушателям, в основном, понравился. В том же году группа приняла участие в записи трибьюта Борису Гребенщикову «Небо и земля». Для трибьюта «Оргия» подготовила две песни: «Пепел» и «Кад Годдо», первая была издана на первом диске трибьюта, а вторая вошла в концертный репертуар «Оргии».

#### «Двери! Двери!»
К 2005 году, когда «Оргия Праведников» приступила к записи второго студийного альбома («Двери! Двери!»), музыканты набрались опыта, в результате чего звук в новом альбоме существенно отличается от звука в предыдущем. Стало невозможным даже определение стиля, в котором на данный момент играет группа: практически каждая песня в «Дверях» написана в собственном стиле, от «чистого» арт-рока («Возвращение в Неаполь», «Ничего нет прекраснее смерти!») и своего рода нео-классической музыки («Девять жизней к востоку от рая возле красных холмов»), до самых разных видов метала: прогрессив- («Присутствие»), трэш- («Тотал Контрол», «Это не жизнь»), дет- («Абраксас»), симфо- («Rex»), фолк- («Пастушка Адель») и других.
Популярность «Оргии» существенно возросла, однако в ротацию ни одной радиостанции группа не попала. Даже после убедительной победы песни «Последний воин мёртвой земли» в SMS-голосовании на Нашем радио, в эфир песня так ни разу и не вышла.
В 2006 году группа приняла участие в создании трибьюта Алексею Рыбникову «На перекрёстках детства». Для диска «Оргия» написала песню «Королевская свадьба», за основу была взята музыкальная тема «Лестница в небо» из кинофильма «Тот самый Мюнхгаузен», слова написал Сергей Калугин. Песня вошла в первый тираж трибьюта, однако из-за конфликта с менеджером Рыбникова из дальнейших изданий была исключена, а группе «Оргия Праведников» было запрещено исполнять её на концертах. Впоследствии в сильно переработанном виде песня была издана на макси-сингле «Шитрок».
В июне 2006 года группа выпустила MP3-сборник под заголовком «История 1994—2006». В сборник вошли все вышедшие к тому моменту релизы группы, три альбома группы «ARТель» и сольные альбомы Сергея Калугина. Также сборник содержал демозаписи, трибьюты, статью об истории группы, тексты песен, фотографии, концертное видео, рецензии и интервью. Всего сборник вместил более семи с половиной часов музыки.
В том же году были сняты видеоклипы на песню «Это не жизнь» и четвёртую часть песни «Присутствие» («Присутствие IV: Раковый корпус»).

#### «Уходящее солнце»
Альбом «Уходящее солнце» был записан в Санкт-Петербурге зимой 2006—2007 года. Звукорежиссёр — Вадим «Десс» Сергеев. Впервые запись диска проходила не в Москве, впервые в звуке группы появился синтезатор, впервые продюсером звукозаписи выступил гитарист группы Алексей Бурков. Результатом стал альбом, который сами музыканты считают первой записью, в которой им удалось достичь того звука, который они хотели слышать. Презентация альбома прошла 1 апреля в Москве и 15-го — в Санкт-Петербурге. Альбом был очень хорошо принят как критиками, так и публикой.
В 2008 году на песню «Das Boot» был снят видеоклип. Летом этого же года была впервые подготовлена полностью акустическая концертная программа, концерты с ней прошли в Москве и Санкт-Петербурге.

#### «Для тех, кто видит сны Vol.1»

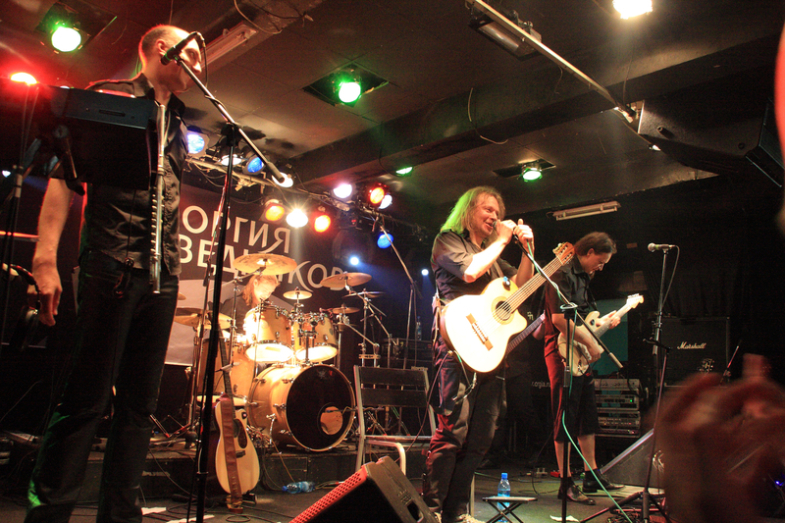
«Оргия Праведников» в 2009 году в клубе «Орландина».

Четвёртый студийный альбом «Для тех, кто видит сны. Vol.1» вышел 19 февраля 2010 года. Он стал первым, записанным группой в собственной студии. Презентация состоялась в клубе Точка (Москва). Через два дня после презентации был опубликован с разрешения группы на торрент-трекере rutracker.org.
Изначально музыканты крайне высоко расценивали качество студийной работы, однако альбом собрал немало критических отзывов, касающихся не содержания, а качества сведения и мастеринга, и под их давлением группа согласилась на ремастеринг, вновь выполненный Юрием Богдановым. В дальнейшем издавался только второй вариант мастеринга.
Осенью 2010 года лейбл Электрошок выпустил ограниченный тираж альбома (в новом мастеринге) с буклетом на английском языке и распространил его среди музыкальных критиков в США, Великобритании и других странах. Альбом получил некоторое количество положительных отзывов, но в ротацию радиостанций не попал и в продажу за рубежом так и не вышел.

#### «Шитрок»
Изначально предполагалось, что следующим диском группы станет «Для тех, кто видит сны. Vol.2», однако в начале 2012 года было объявлено о выходе макси-сингла «Шитрок». Его презентация прошла 5 февраля в Москве, в клубе «Б2».
Изданная на этом сингле песня «Наша Родина — СССР» стала первой песней «Оргии Праведников», попавшей в «обойму» Нашего радио, а сразу после этого — и в хит-парад Чартова дюжина. 24 августа песня заняла в хит-параде первое место, повторив это достижение спустя неделю.
В августе «Оргия Праведников» приняла участие в проекте сайта Lenta.ru «Re:Аквариум», посвящённом юбилею группы Аквариум. Для него был записан кавер на песню «Тибетское танго» — этот случай стал уже третьим, когда «Оргия Праведников» переработала песню «Аквариума». Сингл с этой записью был распространён методом цифровой дистрибуции и не издавался на компакт-диске.
«Оргия Праведников» вошла в короткий список премии «Чартова дюжина — 2013» в четырёх номинациях: «Группа», «Солист», «Альбом» (Шитрок) и «Песня» («Наша Родина — СССР»), но ни одной награды не получила.
В 2013 году группа впервые приняла участие в крупнейшем российском рок-фестивале «Нашествие».
В конце 2013 года в эфире «Нашего Радио» группа представила новую песню под названием «Русский Экстрим». Песня вошла в хит-парад «Чартова дюжина» и продержалась там пять недель, однако не поднялась выше седьмого места. Кроме того, на песню «Русский экстрим» был снят видеоклип: музыканты сняли его самостоятельно на любительскую аппаратуру и сами классифицировали как «домашнее видео».
Кроме того, осенью 2013 года «Оргия Праведников» приняла участие в создании трибьют-альбома Владимира Высоцкого «Наш Высоцкий»: для него группа записала песню «Среда» («Горная лирическая»). По словам Сергея Калугина, вся работа над песней заняла всего два дня. Эта песня также вошла в репертуар «Нашего Радио», однако сам трибьют-альбом так и не был издан.
В январе 2014 года, по итогам опросов слушателей, «Наша Родина — СССР» заняла десятое место в списке 500 лучших песен «Нашего радио».

#### «Вперёд и вверх»
9 февраля 2014 года в клубе «Б2» был представлен новый концертный альбом «Вперёд и вверх». Он является записью концерта-презентации диска «Для тех, кто видит сны. Vol.1», которая прошла в 19 февраля 2010 года в клубе «Точка». Альбом издан в виде бокс-сета в составе двух CD и одном DVD — это первый концертный альбом группы, изданный на обоих носителях.
Продолжая работу над альбомом «Для тех, кто видит сны. Vol.2», «Оргия Праведников» выпустила к нему два интернет-сингла (они распространялись только методом цифровой дистрибуции через магазины iTunes Store и Google Play): 30 сентября 2013 года вышел «Русский экстрим», 7 марта 2014 года — «Вдаль по синей воде».
23 декабря 2014 года, также в iTunes Store и Google Play, вышла акустическая версия песни «Станция мёртвых сердец» (название было сокращено до «С.М.С.»). Первоначальная — электрическая — версия песни была издана в альбоме «Уходящее солнце» в 2007 году.

#### «Для тех, кто видит сны. Vol.2»
Запись альбома продолжалась около четырёх лет: она была начата ещё 22 октября 2011 года и закончена к ноябрю 2015 года. После окончания записи «Оргия Праведников» провела краудфандинговую компанию по сбору средств для его издания. В сборе средств участвовали свыше тысячи человек: средства были успешно собраны, а заявленная музыкантами сумма в полмиллиона рублей была превышена более чем вдвое.
Из двух песен макси-сингла «Шитрок», которые планировались к включению в альбом, — «Шитрок» и «Чёрная земля» — в него вошла только вторая. Кроме того, в него вошли интернет-синглы «Русский экстрим» и «Вдаль по синей воде», перезаписанная версия песни «Rex» (ранее издавалась в альбоме «Двери! Двери!») и семь ранее не издававшихся песен.
Одновременно с «Для тех, кто видит сны. Vol.2» вышло издание «Vol.1» и «Vol.2» в виде двойного альбома.
Презентация альбома прошла 7 февраля 2016 года в московском клубе «Volta». На презентации было объявлено, что барабанщик «Оргии Праведников» Александр Ветхов, принимавший непосредственное участие в создании всех альбомов (включая и «Для тех, кто видит сны. Vol.2»), покинул группу. Его место занял Закк Хемма.
Вскоре группа представила клип на песню «Flores de Muertos». Помимо кадров, снятых специально для клипа, в нём были использованы фрагменты фильма Сергея Эйзенштейна «Да здравствует Мексика!».
В начале июня 2018 года «Оргия праведников» выпустила свой первый полностью инструментальный релиз — «Пламя изнутри». Хотя диск и позиционируется группой как полноценный альбом, фактически он состоит из инструментальных версий избранных песен из альбомов «Для тех, кто видит сны. Vol.1» и «Для тех, кто видит сны. Vol.2».
В сентябре того же года вышел концертный альбом #juststudio. Группа позиционировала его как «студийный unplugged»: альбом является записью акустического концерта, который прошёл без зрителей в собственной студии «Оргии праведников», по названию студии и был назван сам альбом. Альбом был издан на DVD и CD.
В 2019 году группу покинул ударник Закк Хемма, а на его место вернулся Александр Ветхов.

#### «Время будить королей»
Новый альбом группы получил название «Время будить королей». В апреле 2020 года группа провела успешную краудфандинговую компанию для привлечения средств на издание диска, презентацию, съёмки клипа и выпуск связанной с альбомом сувенирной продукции: при заявленной минимально необходимой сумме в 500 тысяч рублей (и целевой — в один миллион) группа за месяц привлекла более 1750 тысяч. Несмотря на то, что презентация альбома была назначена на 10 октября 2020 (в московском ДК имени Горбунова), на стриминговых сервисах альбом был опубликован уже 1 октября. Концерт-презентация же за несколько дней до 10 октября был перенесён на 9 января 2021 года: стало известно, что Сергей Калугин болен COVID-19.
Выход альбома предваряли три интернет-сингла: «Время будить королей» (30 июля), «Прыгай в огонь» (17 сентября), «Танец Казановы» (24 сентября). 13 августа на песню «Время будить королей» вышел видеоклип.
26 мая 2021 года о своём уходе из группы объявил Юрий Русланов.

## Участники группы
- Сергей Калугин — тексты песен, акустическая гитара, вокал
- Алексей Бурков — электрогитара, акустическая гитара, мандолина, бэк-вокал
- Юрий Русланов (1999-2021) — флейта, синтезатор (с 2007 года), мандолина, акустическая гитара, программинг, перкуссия, бэк-вокал, безладовая бас-гитара (до 2004 года)
- Артемий Бондаренко — бас-гитара, бэк-вокал, гроулинг
- Александр Ветхов (1999—2016, с 2019) — ударные, перкуссия, бэк-вокал
- Закк Хемма (2016—2019) — ударные

## Дискография

### Студийные альбомы
- 2001 — «Оглашенные, изыдите!»
- 2005 — «Двери! Двери!»
- 2007 — «Уходящее солнце»
- 2010 — «Для тех, кто видит сны. Vol.1»
- 2016 — «Для тех, кто видит сны. Vol.2»
- 2018 — «Пламя изнутри»[прим. 3]
- 2020 — «Время будить королей»

### Концертные альбомы
- 2004 — «Кораблик» (CD)
- 2006 — «Брать живьём» (DVD)
- 2008 — «Солнцестояние» (Двойной DVD)
- 2010 — «10 лет» (DVD)
- 2014 — «Вперёд и вверх» (DVD и двойной CD)
- 2018 — «#джастстудио» (DVD и CD)

### Синглы
- 2000 — «Оргия Праведников» (макси-сингл, CD)
- 2003 — «Последний воин мёртвой земли» (CD)
- 2012 — «Шитрок» (макси-сингл, CD)
- 2013 — «Русский экстрим» (только цифровая дистрибуция)
- 2014 — «Вдаль по синей воде» (только цифровая дистрибуция)
- 2014 — «С.М.С.» (только цифровая дистрибуция)[прим. 4]
- 2020 — «Время будить королей» (только цифровая дистрибуция)
- 2020 — «Прыгай в огонь» (только цифровая дистрибуция)
- 2020 — «Танец Казановы» (только цифровая дистрибуция)

### Разное
- 2006 — Mp3-сборник «История 1994—2006» (CD)
- 2006 — «Rosarium» (CD)

### Участие в сборниках
- 2003 — Сборник «Выргород-2003» (приложение к октябрьскому номеру журнала «Fuzz») — песня «Монастырь Чжан-Чжоу»[прим. 5]
- 2007 — Сборник «Фолк-Рок-Форум II» — песня «Адель»
- 2008 — Сборник «Армагеддон FM» — песни «Армагеддон FM» и «Das Boot»
- 2009 — Сборник «Рок из подворотен #4» — песня «Станция мёртвых сердец»
- 2013 — Сборник «Майк — 55. День Рождения Майка Науменко»[прим. 6] — песни «Последний воин мёртвой земли», «Сицилийский виноград», «Путь во льдах», «Школа мудрости», «Армагеддон FM»
- 2015 — Сборник «Андерграунд: Современная история. Часть 6: Съешь на память» — песня «Вдаль по синей воде»
- 2017 — Сборник «Акустическое рождество» — песня «Звёздной тропой» в акустическом исполнии

### Участие в трибьютах
- 2003 — Трибьют Борису Гребенщикову «Небо и земля» — песня «Пепел»
- 2006 — Трибьют Алексею Рыбникову «На перекрёстках детства» — песня «Королевская свадьба»[прим. 7]
- 2012 — Трибьют группе Аквариум «Re:Аквариум» — песня «Тибетское танго»
- 2013 — Трибьют Владимиру Высоцкому «Наш Высоцкий» — песня «Среда»[прим. 8]

## Видеоклипы
- 2006 — «Это не жизнь»
- 2006 — «Присутствие IV: Раковый корпус»
- 2008 — «Das Boot»
- 2012 — «Шитрок»
- 2013 — «Русский экстрим»
- 2016 — «Flores de Muertos»
- 2020 — «Время будить королей»
- 2021 — «Прыгай в огонь!»